# Nkonkobe
Nkonkobe – gmina w Republice Południowej Afryki, w Prowincji Przylądkowej Wschodniej, w dystrykcie Amatole. Siedzibą administracyjną gminy jest Fort Beaufort.